# Corticarina benardi
Corticarina benardi là một loài bọ cánh cứng trong họ Latridiidae. Loài này được Dmoz miêu tả khoa học năm 1970.